# ألكسندرو تودوري
ألكسندرو تودوري (بالرومانية: Alexandru Tudorie) (19 مارس 1996 بغالاتس في رومانيا - ) هو لاعب كرة قدم روماني في مركز الهجوم. شارك مع منتخب رومانيا تحت 17 سنة لكرة القدم ومنتخب رومانيا تحت 19 سنة لكرة القدم ومنتخب رومانيا تحت 21 سنة لكرة القدم. أما مع النوادي، فقد لعب مع نادي أوتسيلول غالاتسي ونادي ستيوا بوخارست ونادي فولنتاري وFC Oțelul II Galați ‏ و نادي العدالة السعودي.

## روابط خارجية
- ألكسندرو تودوري على موقع قاعدة بيانات كرة القدم.إي يو (الإنجليزية)
- ألكسندرو تودوري على موقع Soccerway.com (الإنجليزية)
- ألكسندرو تودوري على موقع عالم كرة القدم.نت (الإنجليزية)